# Lijst van historienamen voor dagen
Dit is een chronologische lijst van historienamen voor dagen.
- Goede Vrijdag op 18 mei 1302 in Brugge
- Kwade Woensdag op 4 mei 1311 in Gent
- Kwade Maandag op 2 mei 1345 in Gent (tijdens de opstand van Jacob van Artevelde)
- Goede Dinsdag op 13 januari 1349 in Gent
- Kwade Woensdag op 17 augustus 1356 in Brussel
- Vreselijke Woensdag op 22 mei 1437 in Brugge
- Vliegende maandag op 14 september 1914 tussen Leie en Schelde
- Schuwe Maandag op 19 oktober 1914 tussen Menen, Roeselare en Ieper
- Zwarte Dinsdag op 24 oktober 1929 (beurskrach)
- Dolle Dinsdag op 5 september 1944 in Nederland
- Zwarte Zaterdag op 26 januari 1952 in Egypte
- Bloedige Zondag op 30 januari 1972 in Derry
- Zwarte Maandag op 19 oktober 1987 (beurskrach)
- Zwarte Zondag op 24 november 1991 in België

## Bron
- Antoon Viaene, De dagen in Vlaamse historienamen, in: Biekorf, 1959, p. 88